# Kunstteich Ballenstedt
Der Kunstteich Ballenstedt ist ein alter Kunstteich im Harz in Sachsen-Anhalt bei Ballenstedt. In dem Stausee werden die Garnwinde und der Sauerbach gestaut; die Vorfluter sind die Selke, Bode und Saale.

## Beschreibung
Der See ist aufgrund der Dammhöhe eine Talsperre. Er wurde 1749 für die Wasserversorgung eines benachbarten Steinkohlebergwerks angelegt und dient heute der Erholung. In Trockenzeiten kann zudem Trinkwasser entnommen werden.
Der Staudamm ist ein Erddamm mit Innendichtung. Die Wasserseite ist mit einer Steinschüttung befestigt. Die Betriebseinrichtungen bestehen aus Hochwasserentlastung, Grundablass mit Schieber (Striegel), und Tosbecken.
Der bis 18 m tiefe See ist ein von Wald umgebenes Naturbad; Baden, Tauchen, Angeln sind möglich.
Am 7. April 1969 gab es bei Hochwasser in der Nähe des Striegels an der Dammkrone einen Dammbruch. Daraufhin wurde die Anlage bis 1974 instand gesetzt. Die hölzerne Grundablassleitung wurde dabei durch eine Stahlleitung ersetzt.